# Ковш в бухте Находка
Ковш в бухте Находка (прежде — бухта Цицевай) — ковш, вдающийся в северный берег бухты Находка в Приморском крае.
По описаниям XIX века ковш имел входные мысы Баснина и Находка (он же — Опасный): таким образом, акватория ковша включала место причальной стенки НСРЗ (соседнюю бухту). Небольшие глубины перед входом в ковш не позволяли большим судам становиться здесь на якорь. В первой половине XX века до строительства порта применительно к ковшу употреблялось понятие: озеро «пятачок». Ныне — ковш, оборудованный причалами.
С 1891 года упоминается как «ковш», в Военной энциклопедии (1914) — как «залив Ковш». В записях В. Л. Комарова, который в 1913 году проводил ботанические исследования на полуострове Трудном, вне контекста «селение Находка» упоминается култук в бухте Находка: может быть, место выгрузки; скалы в култуке бухты, по осыпи. На схеме-чертеже 1918 года в этом месте показана бухта Цицевай. По картам за 1920-е годы известна бухта Озерок. С 1930-х годов упоминается как озеро «пятачок». В «Записках общества изучения Амурского края» приводится рассказ, в котором раненый радист сразу после взрыва парохода «Дальстрой» (1946) повёл катер в «бухту Пятачок».

## Описание ковша
Как отмечала Энциклопедия военных и морских наук (1891) в статье о гавани Находке: «На её северном берегу замечателен ковш, глубиной 16—18 футов, с чрезвычайно узким проходом». В издании 1898 года приводится подробное описание естественного ковша, существовавшего до строительства порта, упоминается неизвестный ныне мыс Находка: «На северном берегу бухты, почти по средине его протяжения, к N-у от обрывистого мыса Баснина, вдаётся на 5,2 кабельтовых ковш, имеющий при входе между мысами Баснина и Находкой в ширину около 5¼ кабельтовых и внутри почти на половине, суживающийся до 1,2 кабельтовых, отделяя внутреннюю, более мелководную часть, с низменным побережьем и ручьём в вершине».
В лоции лейтенант Де-Ливрона 1901 года сообщается, что в северный берег бухты Находка вдаётся «небольшой круглый ковш, менее 200 саж. в диаметре и с глубиною от 14 до 6 фут. Наполовину прикрытый от бухты песчаной кошкой, ковш этот имеет низменное побережье с ручьем в вершине его». И так как западная сторона мыса Астафьева отличается глубиной вод, суда обыкновенно становятся на якорь между этим мысом и мысом Линдгольма, для мелких же судов стоянка указывается перед входом в ковш, севернее мыса Баснина.
По сообщению одного из участников изыскательской экспедиции гидрологов в бухте Находка в 1931 году, в те времена берега бухты были почти непроходимыми, удобные выходы к морю с небольшими песчано-галечными пляжами были у мысов Шефнера, Линдгольма и в долине речки Цицевай, где вход в бухту преграждался косой.

## Освоение побережья в первой половине XX века
Из Военной энциклопедии за 1914 год: «…В настоящее время в месте Находка… Грузооборот незначителен. …Вывоз рыбы и леса… Предполагается устроить вывозной порт».
В 1920-х годах бухта Находка являлась центром экспортных лесных заготовок. По воспоминаниям старожила деревни Американки К. З. Костыриной: «…И лес был по морю. Плавили с Сучана тогда лес так… Плывёт и плывёт всё в море… На кольцах цепляют и на пароход грузят».
В 1917/1918 году в районе улиц Ленинская—Седова был хутор Цицевай. В районе магазина «Детский мир» стояла усадьба Эккермана, на которого работали корейцы, жившие в двух фанзах. Корейцы сеяли в этом районе кукурузу, гречку, чумизу. Аренду Эккерману корейцы платили урожаем. В районе улицы Заводской находился хутор братьев Макарчуков, которые занимались выращиваем овощей и заготовкой древесины (в 1933 году Макарчуков репрессировали).

### Посёлок База Дальлеса
В 1929 году посёлок База Дальлеса входил в Американский сельсовет, в нём размещалось пять хозяйств, в том числе два русских хозяйства, проживало 10 человек, преобладающей народностью были русские. В Молчановский сельсовет входили: бараки Дальлеса (лесозаготовка), в них числилось 90 человек (только мужчины), все — китайцы.
До 1934 года берега бухты Находка, за исключением деревни Находки, посёлка Дальгосрыбтреста на мысе Астафьева и озера «пятачок», были пустынны. В районе морвокзала на берегу круглого озера «пятачок», соединённого с бухтой узким каналом стояло небольшое деревянное строение с конторой и мастерскими базы треста — база «Дальлеса». В это озеро доставлялся лес, заготовленный в верховьях реки Партизанской.

### Посёлок Пятачок
По свидетельству старожила В. Тоникян, она родилась в 1939 году по адресу: «Бухта Находка, пос. Пятачок». Дом её семьи стоял напротив станции Тихоокеанская. В 1946 году в порту вступил в строй первый причал порта (у морвокзала). По воспоминаниям А. Н. Болонина, приехавшего в Находку в 1946 году, на месте станции Тихоокеанская, прилегающего Торгового порта, морвокзала, «Дальтехфлота» и ДВСМЗ — плескалось море. «На месте привокзальной площади была бухточка с крутыми берегами. Мы её засыпали камнем при участии японских военнопленных, живших на „Пятачке“. А место это было так названо шофёрами, потому что там дорога извивалась в виде пятёрки. Распадок, по которому идёт улица Ленинская, был речкой, через неё на месте нынешнего проспекта перебросили деревянный мост, и дорога шла змейкой в сторону нынешнего НСРЗ, в обход той сопки, где сейчас стоит отель „Юань Дун“».

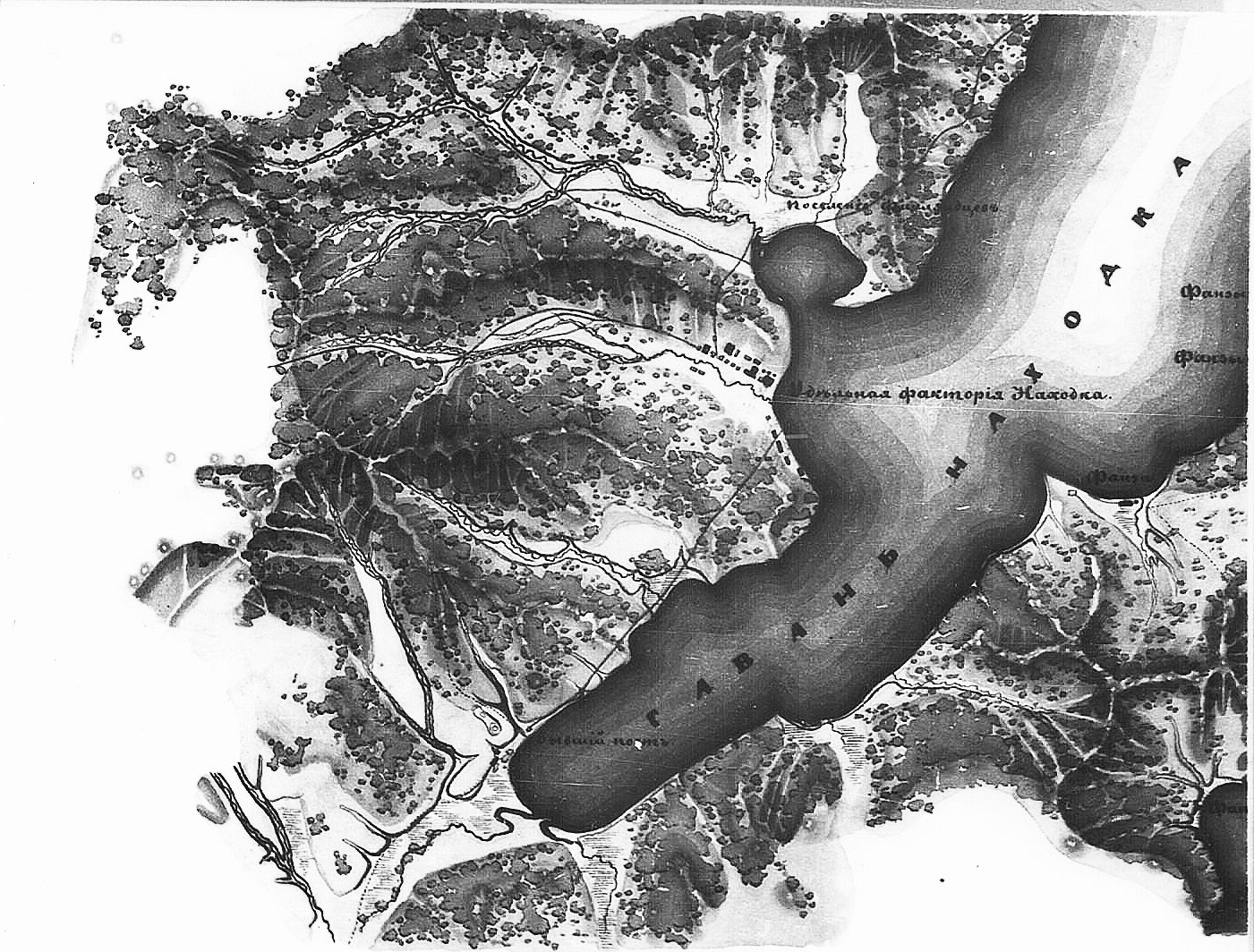
На карте (ок. 1870) к северу от ковша показано поселение финляндцев
Вид на водоём с песчаной косой. На месте НСРЗ — бухточка (1931)

## Позднее применение названия «пятачок»
- «Пятачок-1» (Тихоокеанская) и «Пятачок-2» (Ленинская) — автобусные остановки, появившиеся после открытия пассажирского сообщения[24] (1949)[25].
- Пятачок — народное название станции Тихоокеанской, которое она, по рассказам старожилов, носила около года до ввода её в действие в 1953 году. В начале 1950-х годов улицы Находки ещё не были асфальтированы, и горожане приходили гулять на мостовую: место это назвали Пятачком[26].
- «Пятачками» в Находке называли участки, на которые распадался город. Эти пятачки начинали строить в распадках, разъединённых невысокими сопочками и выходящих устьями к бухте (1959)[27].
- «Первый пятачок» и «Второй пятачок» — названия даны строителями Находки для небольших площадок, отвоёванных в самом начале у суровой природы (1963)[28].